# کورکند، نفت‌چاله
کورکند Kürkənd، تا ۱۵ مارس ۲۰۰۳ نووواسیلیوکا Novovasilyevka) یک منطقه مسکونی در جمهوری آذربایجان است که در شهرستان نفت‌چاله واقع شده است. کورکند ۷۴۹ نفر جمعیت دارد.